# Mishima Yuta
Mishima Yuta (三島 勇太 Mishima Yuta,  sinh ngày 10 tháng 5 năm 1994) là một cầu thủ bóng đá người Nhật Bản thi đấu ở vị trí hậu vệ cho Tegevajaro Miyazaki.

## Thống kê câu lạc bộ
Cập nhật đến ngày 23 tháng 2 năm 2017.
| Thành tích câu lạc bộ | Thành tích câu lạc bộ | Thành tích câu lạc bộ | Giải vô địch | Giải vô địch | Cúp                   | Cúp                   | Khác          | Khác          | Tổng cộng | Tổng cộng |
| Mùa giải              | Câu lạc bộ            | Giải vô địch          | Số trận      | Bàn thắng    | Số trận               | Bàn thắng             | Số trận       | Bàn thắng     | Số trận   | Bàn thắng |
| Nhật Bản              | Nhật Bản              | Nhật Bản              | Giải vô địch | Giải vô địch | Cúp Hoàng đế Nhật Bản | Cúp Hoàng đế Nhật Bản | J. League Cup | J. League Cup | Tổng cộng | Tổng cộng |
| --------------------- | --------------------- | --------------------- | ------------ | ------------ | --------------------- | --------------------- | ------------- | ------------- | --------- | --------- |
| 2013                  | Avispa Fukuoka        | J2 League             | 27           | 2            | 1                     | 0                     | -             | -             | 28        | 2         |
| 2014                  | Avispa Fukuoka        | J2 League             | 30           | 0            | 0                     | 0                     | -             | -             | 30        | 0         |
| 2015                  | Avispa Fukuoka        | J2 League             | 9            | 0            | 2                     | 0                     | -             | -             | 11        | 0         |
| 2016                  | Avispa Fukuoka        | J1 League             | 9            | 0            | 2                     | 1                     | 3             | 1             | 14        | 2         |
| 2017                  | Avispa Fukuoka        | J2 League             | 0            | 0            | 2                     | 1                     | -             | -             | 2         | 1         |
| Tổng                  | Tổng                  | Tổng                  | 75           | 2            | 7                     | 2                     | 3             | 1             | 85        | 5         |